# Giorno di Arafa
Il giorno di Arafah (in arabo يوم عرفة‎?, Yawm 'Arafah) è una festa islamica che si tiene il 9º giorno di Dhu al-Hijjah del calendario islamico lunare. È il secondo giorno del pellegrinaggio Hajj ed è seguito dalla festa di Eid al-Adha. All'alba di questo giorno, i pellegrini musulmani si dirigeranno da Mina verso una vicina collina e pianura chiamata Monte Arafat e Piana di Arafat. Fu da questo sito che il profeta islamico Maometto tenne uno dei suoi ultimi sermoni nell'ultimo anno della sua vita. Alcuni musulmani sostengono che la parte del versetto coranico che annuncia che la religione dell'Islam era stata perfezionata sia stata rivelata in questo giorno.

## Posizione
Il monte Arafat è una collina di granodiorite di circa 20 km a sud-est della Mecca nella piana di Arafat. Il monte Arafat raggiunge circa 70 m (230 ft) di altezza ed è conosciuta come la "Montagna della Misericordia" (in arabo: Jabal ar-Rahmah). Secondo la tradizione islamica, la collina è il luogo in cui Maometto si fermò e pronunciò il sermone d'addio ai musulmani che lo avevano accompagnato per l'Hajj verso la fine della sua vita.

## Dogana
Il 9° Dhu al-Hijjah prima di mezzogiorno, i pellegrini arrivano ad Arafat, una pianura arida a circa 20 chilometri (12 mi) a est della Mecca, dove stanno in un trattenimento meditativo: offrono suppliche, si pentono dei loro peccati fatti nel passato, cercano la misericordia di Dio (Allah) e ascoltano studiosi islamici e i loro discorsi (khutbah) che tengono sermoni vicino al Monte Arafat. Durando da mezzogiorno al tramonto, questo è noto come "stare davanti a Dio" (wuquf), uno dei riti più significativi dell'Hajj. A Masjid al-Namirah, i pellegrini offrono insieme preghiere Zuhr (Dhohr) a mezzogiorno e Asr al pomeriggio. L'Hajj di un pellegrino è considerato non valido se non trascorre il pomeriggio ad Arafat.

### Preghiera dell'Arafa
Mentre la recitazione della preghiera da Husayn ibn Ali durante l'Hajj sul Monte Arafat, i sciiti durante l'Hajj recitano la preghiera dalla preghiera di Zuhr al tramonto. Questo giorno è chiamato giorno di preghiera, specialmente per le persone che stanno sul Monte Arafat. In questo giorno, coloro che non possono arrivare alla Mecca andranno in altri luoghi santi come le moschee per recitare la preghiera.

### Il digiuno nel giorno di Arafah
Il digiuno nel Giorno di Arafah per i non pellegrini è una Sunnah altamente raccomandata che comporta una grande ricompensa; Allah perdona i peccati di due anni. È stato narrato da Abu Qatadah che a Maometto è stato chiesto del digiuno nel giorno di 'Arafah e lui ha risposto:
Espia per gli anni passati e futuri.
L'Imam An-Nawawi menzionò nel suo libro al-Majmu', "Riguardo alla sentenza su questa questione, l'Imam As-Shafi'i e i suoi compagni dissero: È mustahabb (consigliato) digiunare nel giorno di Arafah per quello che non è in Arafah. Per quanto riguarda il pellegrino che è presente in Arafah, l'Imam As-Shafi'i nel suo libro Al-Mukhtasar e i suoi seguaci hanno dichiarato 'È mustahabb (consigliato) per lui non digiunare'."
Proibire ai pellegrini di digiunare in questi giorni è una grande misericordia per loro, poiché il digiuno eserciterà indebite difficoltà sulla persona che esegue l'hajj. Soprattutto, Maometto non digiunò mentre stava davanti ad Allah offrendo suppliche in Arafah. D'altra parte, coloro che non stanno eseguendo il loro hajj possono osservare il digiuno per ottenere i meriti del giorno benedetto.